# 渭南西站
渭南西站位于中国陕西省渭南市临渭区，于2003年启用，为西安铁路局管辖的宁西铁路上四等站。2016年1月，宁西铁路二线完工通車後，渭南南站正式关闭，其承接列车转移到渭南西站。渭南西站办理旅客乘降和行李、包裹的托运。办理整车、零担货物发到，不办罐装危险货物发到也不办整车爆炸物品以及一级氧化试剂等的发到。2019年12月30日，渭南西站正式啟用，初期有20班列車增加本站停靠。渭南公交25路、309路连接本站。